# Dennis Yuki Mcebo Masina
Dennis Yuki Mcebo Masina (Mbabane, 29 de maio de 1982) mais conhecido como Dennis Masina é um futebolista suazi. Atua como meia, mede 1,69 metros e pesa 64 quilos. Atualmente joga no Mpumalanga Black Aces, da África do Sul.

## Seleção Nacional
Dennis Masina jogou 35 partidas pela Seleção Suazi de Futebol, mas não marcou nenhum gol.